# Tranvia Ostellato-Porto Garibaldi
La tranvia Ostellato-Comacchio-Porto Garibaldi era una linea tranviaria interurbana a scartamento metrico che collegava Ostellato, sulla tranvia Ferrara-Codigoro (ferrovia Ferrara-Codigoro dal 1932), a Porto Garibaldi (fino al 1919 "Magnavacca"). Fu attiva dal 1911 al 1945.

## Storia
Con regio decreto dell'8 marzo 1900 fu concessa alla Società Anonima delle Tramvie Ferraresi a Vapore (TFV) la costruzione e l'esercizio di una tranvia a vapore da Ferrara a Codigoro, completata nel 1901; la TFV assunse nel 1907 la nuova denominazione di Società Anonima delle Ferrovie e Tramvie Padane (FTP) e si vide altresì concessa la costruzione e l'esercizio della diramazione Ostellato-Magnavacca, affidata con regio decreto nº 779 del 29 agosto 1908. L'apertura all'esercizio avvenne il 15 luglio 1911.
A seguito del fallimento della FTP, nel 1933 passò alla Gestione Commissariale Governativa delle Ferrovie Padane (FP), che progettò la trasformazione della ferrovia, come essa classificava l'impianto, in un autoservizio.
La tranvia fu bombardata durante la seconda guerra mondiale. A causa di un'interruzione al km 23+400, il suo servizio fu limitato a Comacchio il 30 giugno 1944. Dal 13 dicembre 1944 si effettuarono solo saltuari convogli merci, a cui veniva agganciata una vettura per il servizio viaggiatori; l'esercizio cessò definitivamente il 31 gennaio 1945 e sostituito il giorno dopo da un autoservizio..

## Caratteristiche
|  |  | Continuation backward |

|  |  | Unknown route-map component "emABZg+l" | Unknown route-map component "uexCONTfq" |  |

|  |  | Station on track |

|  |  | Unknown route-map component "emABZgl" | Unknown route-map component "uexCONTfq" |  |

|  |  | Unknown route-map component "uxmABZgl" | Unknown route-map component "CONTfq" |  |

|  |  | Unknown route-map component "uexHST" |

|  |  | Unknown route-map component "uexHST" |

|  |  | Unknown route-map component "uexBHF" |

|  |  | Unknown route-map component "uexHST" |

|  |  | Unknown route-map component "uexHST" |

|  |  | Unknown route-map component "uexBHF" |

|  |  | Unknown route-map component "uexBHF" |

|  |  | Unknown route-map component "uexKHSTe" |

La linea presentava caratteristiche di tranvia a carattere interurbano lunga 28,54 km, con scartamento di 1000 mm.
Le pendenze della linea, a carattere pressoché pianeggiante, raggiungevano il 6 per mille, con curve dal raggio minimo di 75 m.
Diversamente dalla tranvia Ferrara-Codigoro, con cui era collegata al chilometro 32+075, la linea per Porto Garibaldi era considerata a tutti gli effetti una ferrovia poiché, a differenza della prima, non interferiva con la strada lungo cui correva parallela, era equipaggiata con segnalamento di protezione a disco per le stazioni ed era armata con rotaie da 23 kg/m lunghe 15 m, ancorate su 16 traverse di legno; inoltre il raggio di curvatura minimo di 75 m, contro i 30 m della Ferrara-Codigoro, consentiva velocità più elevate rispetto a quest'ultima.

### Percorso
Il tracciato seguiva la strada provinciale Ostellato-Comacchio-Porto Garibaldi.
Lungo il percorso erano presenti le stazioni intermedie di San Giovanni e Comacchio e la fermata di Bivio Gallare (Casello nº 3), alla quale si aggiunsero in un secondo tempo le fermate di Campolungo (Casello nº 1), Cavallara (Casello nº 4) e Belfiore (Casello nº 5). L'intero servizio era svolto con 3 coppie di treni al giorno con una percorrenza di più di un'ora.
Dalla stazione di Magnavacca (Porto Garibaldi dal 1919) la linea proseguiva fino a Magnavacca Porto (o Magnavacca Marittima, poi Porto Garibaldi Marittima) a ridosso della banchina del porto che alimentava il traffico merci della linea; su questo tratto, che terminava a breve distanza dalla spiaggia in corrispondenza di Villa Bellini, veniva anche prolungato il servizio viaggiatori nel periodo estivo.

## Materiale rotabile
Il materiale motore impiegato sulla tranvia era costituito da locomotive a vapore immatricolate nel parco delle Ferrovie Padane nei gruppi 20 (unità 22÷23), 30 (unità 31÷32), e 70 (unità 71, ceduta nel 1969 al convento di San Benedetto di Ferrara).
Completavano la dotazione 14 carrozze passeggeri e 23 carri merci.